# Socialistisk Information
Socialistisk Information er en web-baseret partiavis udgivet af Socialistisk Arbejderpolitik. Den udgives som nyhedsbrev hver 14. dag. Fra juni 2011 til januar 2015 udkom det også i trykt form en gang i kvartalet. Fra 2001 til  juni 2011 udkom Socialistisk Information som et måneds-tidsskrift.